# Raymond Hood

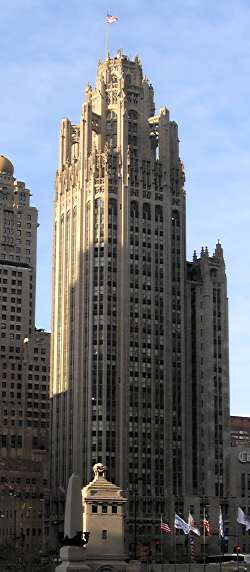
Chicago Tribune Tower

Raymond Hood, född 29 mars 1881 i Pawtucket, Rhode Island, USA, död 14 augusti 1934 i Stamford, Connecticut, var en amerikansk arkitekt.
Han studerade vid Brown University, Massachusetts Institute of Technology (1903) samt vid École des Beaux Arts (1911), Paris. Arbetade inledningsvis hos Cram, Goddhue and Ferguson i Boston och reste flitigt mellan USA och Europa innan han grundade sin egen praktik, Hood & Fouilhoux, i New York 1914.
Genombrottet kom med Chicago Tribune Tower 1924 (tillsammans med John Mead Howells). I konkurrens med dåtidens mest namnkunniga arkitekter vann deras nygotiska skyskrapa i en arkitekttävling. 1930 hade Hood helt övergivit sin välkända nygotiska artdécostil för en ren, monumental geometri som förebådade Mies van der Rohes senare modernistiska arkitektur. Hoods arkitektur utmärks av bandteknik och flitigt användande av terrakotta.

## Verk i urval
- Chicago Tribune Tower, Chicago, USA, 1923-1925.
- American Radiator Building, New York, USA, 1924.
- Daily News Building, New York, 1929-1930.
- McGraw-Hill Building, New York, 1930-1931.
- Rockefeller Center (delar av), New York, 1932-1940.
- Radio City Music Hall